# Ted de Corsia

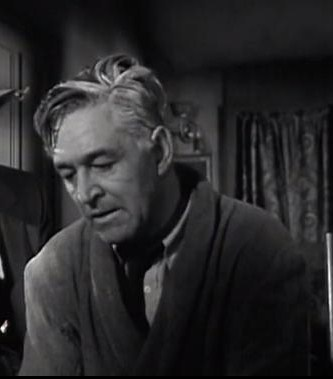
Ted de Corsia como Bettini en The Big Combo (1955)

Ted de Corsia (29 de septiembre de 1903–11 de abril de 1973) fue un actor radiofónico, cinematográfico y televisivo de nacionalidad estadounidense, conocido, entre otros papeles, por su personaje de gánster en el film The Enforcer (1951).

## Biografía

### Inicios
Su nombre completo era Edward Gildea De Corsia, y nació en el barrio de Brooklyn, en la ciudad de Nueva York.
Para la radio, de Corsia hizo el papel del título en el programa Mike Hammer, y encarnó al Sargento Velie en The Adventures of Ellery Queen. Además, hizo diferentes papeles en Family Theater, The March of Time, Cavalcade of America, Gang Busters, y La Sombra.

### Carrera en el cine
De Corsia debutó en el cine con la película de Orson Welles La dama de Shanghái, en la cual fue el investigador privado Sidney Broome. Su físico macizo, sus rasgos marcados y la actuación nerviosa dieron como fruto una memorable actuación en The Naked City (1948), film en el que encarnaba al luchador Willie "Armonica" Garzah. Fue el inicio de una trayectoria en la cual interpretó a diferentes malvados y gánsteres en producciones rodadas en los años 1940 y 1950, entre ellas The Enforcer (1951), The Big Combo (1955), The Killing (1956), Baby Face Nelson, Slightly Scarlet (1956) y La máscara del dolor (1957).
Su última película fue Un homme est mort, y en la misma actuaban Ann Margret y Angie Dickinson.

### Carrera televisiva
A finales de los años 1950 y en la década siguiente, participó en variadas series televisivas, principalmente del género western. Destacan sus tres actuaciones en diferentes episodios del drama de la CBS Perry Mason. Otras de las series en las que actuó fueron The Californians, Sugarfoot, Jefferson Drum, Richard Diamond, Private Detective, Frontier Doctor, Mackenzie's Raiders, Riverboat, Tate, The Twilight Zone, Lawman, Stoney Burke, Rawhide, Daniel Boone, Gunsmoke, The Dakotas, Mi bella genio, Superagente 86, Zane Grey Theater y The Outer Limits (1964).

### Muerte
Ted de Corsia falleció en 1973 en Encino, California, a causa de un infarto agudo de miocardio. Tenía 69 años de edad. Su cuerpo fue donado a la ciencia médica.

## Filmografía

### Cine
- La dama de Shanghái, de Orson Welles (1947)
- The Naked City, de Jules Dassin (1948)
- The Life of Riley, de Irving Brecher (1949)
- Neptune's Daughter, de Edward Buzzell (1949)
- It Happens in Every Spring, de Lloyd Bacon (1949)
- Mr. Soft Touch, de Gordon Douglas y Henry Levin (1949)
- The Outriders, de Roy Rowland (1950)
- Cargo to Capetown, de Earl McEvoy (1950)
- Three Secrets, de Robert Wise (1950)
- The Enforcer, de Bretaigne Windust (1951)
- El valle de la venganza, de Richard Thorpe (1951)
- New Mexico, de Irving Reis (1951)
- Inside the Walls of Folsom Prison, de Crane Wilbur (1951)
- A Place in the Sun, de George Stevens (1951)
- Crazy Over Horses, de William Beaudine (1951)
- Captain Pirate, de Ralph Murphy (1952)
- The Savage, de George Marshall (1952)
- The Turning Point, de William Dieterle (1952)
- Man in the Dark, de Lew Landers (1953)
- Ride, Vaquero!, de John Farrow (1953)
- Hot News, de Edward Bernds (1953)
- Crime Wave, de André De Toth (1954)
- Veinte mil leguas de viaje submarino, de Richard Fleischer (1954)
- The Big Combo, de Joseph H. Lewis (1955)
- Kismet, de Vincente Minnelli (1955)
- Man with the Gun, de Richard Wilson (1955)
- The Conqueror, de Dick Powell (1956)
- Slightly Scarlet, de Allan Dwan (1956)
- The Steel Jungle, de Walter Doniger (1956)
- Mohawk, de Kurt Neumann (1956)
- The Kettles in the Ozarks, de Charles Lamont (1956)
- The Killing, de Stanley Kubrick (1956)
- Showdown at Abilene, de Charles F. Haas (1956)
- Dance with Me, Harry, de Charles Barton (1956)
- Duelo de titanes, de John Sturges (1957)
- The Lawless Eighties, de Joseph Kane (1957)
- The Midnight Story, de Joseph Pevney (1957)
- La máscara del dolor, de Charles Vidor (1957)
- Gun Battle at Monterey, de Sidney Franklin Jr. y Carl K. Hittleman (1957)
- Baby Face Nelson, de Don Siegel (1957)
- Man on the Prowl, de Art Napoleon (1957)
- Handle with Care, de David Friedkin (1958)
- Enchanted Island, de Allan Dwan (1958)
- The Buccaneer, de Anthony Quinn (1958)
- Inside the Mafia, de Edward L. Cahn (1959)
- Oklahoma Territory, de Edward L. Cahn (1960)
- Noose for a Gunman, de Edward L. Cahn (1960)
- From the Terrace, de Mark Robson (1960)
- Espartaco, de Stanley Kubrick (1960)
- The Crimebusters, de Boris Sagal (1961)
- It'$ Only Money, de Frank Tashlin (1962)
- The Quick Gun, de Sidney Salkow (1964)
- Blood on the Arrow, de Sidney Salkow (1964)
- The Money Trap, de Burt Kennedy (1965)
- Nevada Smith, de Henry Hathaway (1966)
- The King's Pirate, de Don Weis (1967)
- El póker de la muerte, de Henry Hathaway (1968)
- The Delta Factor, de Tay Garnett (1970)
- Un homme est mort, de Jacques Deray (1972)

### Televisión (selección)
- Four Star Playhouse: episodio 1.8 (1953)
- The George Burns and Gracie Allen Show: episodio 4.24 (1954)
- The Lone Wolf: episodio 1.28 (1954)
- Cavalcade of America: episodio 2.28 (1954)
- Waterfront: episodios 1.6, 1.9 y 1.10 (1954)
- The Public Defender: episodio 2.11 (1954)
- Passport to Danger: episodio 1.27 (1955)
- Treasury Men in Action: episodios 5.3 (1954) y 5.18 (1955)
- The Adventures of Falcon: episodios 1.36 y 1.37 (1955)
- Stage 7: episodio 1.9 (1955)
- TV Reader's Digest: episodio 1.15 (1955)
- El llanero solitario: episodio 4.34 (1955)
- The Man Behind the Badge: episodio 2.24 (1955)
- Jane Wyman Presents the Fireside Theatre: episodio 1.13 (1955)
- Lux Video Theatre: episodio 6.12 (1955)
- Science Fiction Theatre: episodios 1.10 y 1.34 (1955)
- Chevron Hall of Stars (1956)
- Telephone Time: episodio 1.8 (1956)
- Schlitz Playhouse of Stars: episodios 3.24 (1954) y 5.36 (1956)
- Frontier: episodios 1.29 y 1.31 (1956)
- Conflict: episodio 1.1 (1956)
- The Adventures of Dr. Fu Manchu: episodio 1.5 (1956)
- Broken Arrow: episodios 1.1 y 1.2 (1956)
- State Trooper: episodio 1.8 (1956)
- Tales of the 77th Bengal Lancers: episodio 1.11 (1956)
- The Ford Television Theatre: episodios 4.26 (1956) y 5.15 (1957)
- Soldiers of Fortune: episodio 2.15 (1957)
- The Gale Storm Show: Oh, Susanna!: episodio 1.27 (1957)
- Date with the Angels: episodio 1.12 (1957)
- Navy Log: episodios 1.30 (1956) y 3.3 (1957)
- Tales of Wells Fargo: episodio 2.6 (1957)
- Casey Jones: episodio 1.6 (1957)
- The Adventures of Jim Bowie: episodio 2.10 (1957)
- The Californians: episodio 1.8 (1957)
- Have Gun – Will Travel: episodio 1.13 (1957)
- The Restless Gun: episodio 1.12 (1957)
- Richard Diamond, Private Detective: episodio 2.7 (1958)
- Climax!: episodio 4.19 (1958)
- Mike Hammer: episodio 1.8 (1958)
- Official Detective: episodios 1.13 (1957) y 1.39 (1958)
- The Red Skelton Show: episodio 7.24 (1958)
- El Zorro: episodio 1.3 (1958)
- Playhouse 90: episodio 2.37 (1958)
- M Squad: episodio 1.36 (1958)
- Panic!: episodios 1.5 (1957) y 2.11 (1958)
- Jefferson Drum: episodio 2.12 (1958)
- The Rifleman: episodio 1.12 (1958)
- Trackdown: episodios 1.20 y 2.16 (1958)
- Tales of the Texas Rangers: episodio 3.13 (1958)
- 26 Men: episodios 2.11 y 2.13 (1958)
- Mackenzie's Raiders: episodio 1.21 (1959)
- Bold Venture: episodio 1.1 (1959)
- The Third Man: episodio 1.4 (1959)
- Zane Grey Theater: episodio 3.24 (1959)
- Frontier Doctor: episodio 1.32 (1959)
- Steve Canyon (1959-1960) - 5 episodios
- The Rough Riders: episodio 1.32 (1959)
- Sugarfoot: episodio 1.16 (1958) y 2.20 (1959)
- 21 Beacon Street: episodio 1.4 (1959)
- Border Patrol: episodio 1.23 (1959)
- The Lawless Years: episodio 1.18 (1959)
- Sea Hunt: episodios 1.39 (1958), 2.4 (1959), 2.9 (1959) y 2.38 (1959)
- Law of the Plainsman (1960)
- Randall, el justiciero (1959-1960)
- Laramie (1960-1961)
- Alfred Hitchcock presenta (1959-1961)
- Los Intocables (1959-1962)
- 77 Sunset Strip (1959-1963)
- The Alfred Hitchcock Hour (1964)
- Dr. Kildare (1964)
- Rawhide (1960-1964)
- The Twilight Zone (1959-1964)
- Ben Casey (1964)
- Voyage to the Bottom of the Sea (1965)
- Gunsmoke (1962-1966)
- El agente de CIPOL (1966)
- Perry Mason (1964-1966)
- Mi bella genio (1966)
- Superagente 86 (1966-1967)
- Green Acres (1967)
- The Monkees (1967-1968)
- The Wild Wild West (1969)
- Daniel Boone (1969)
- Mannix (1970)
- El gran chaparral (1970)